# Area sacra di Sant'Omobono

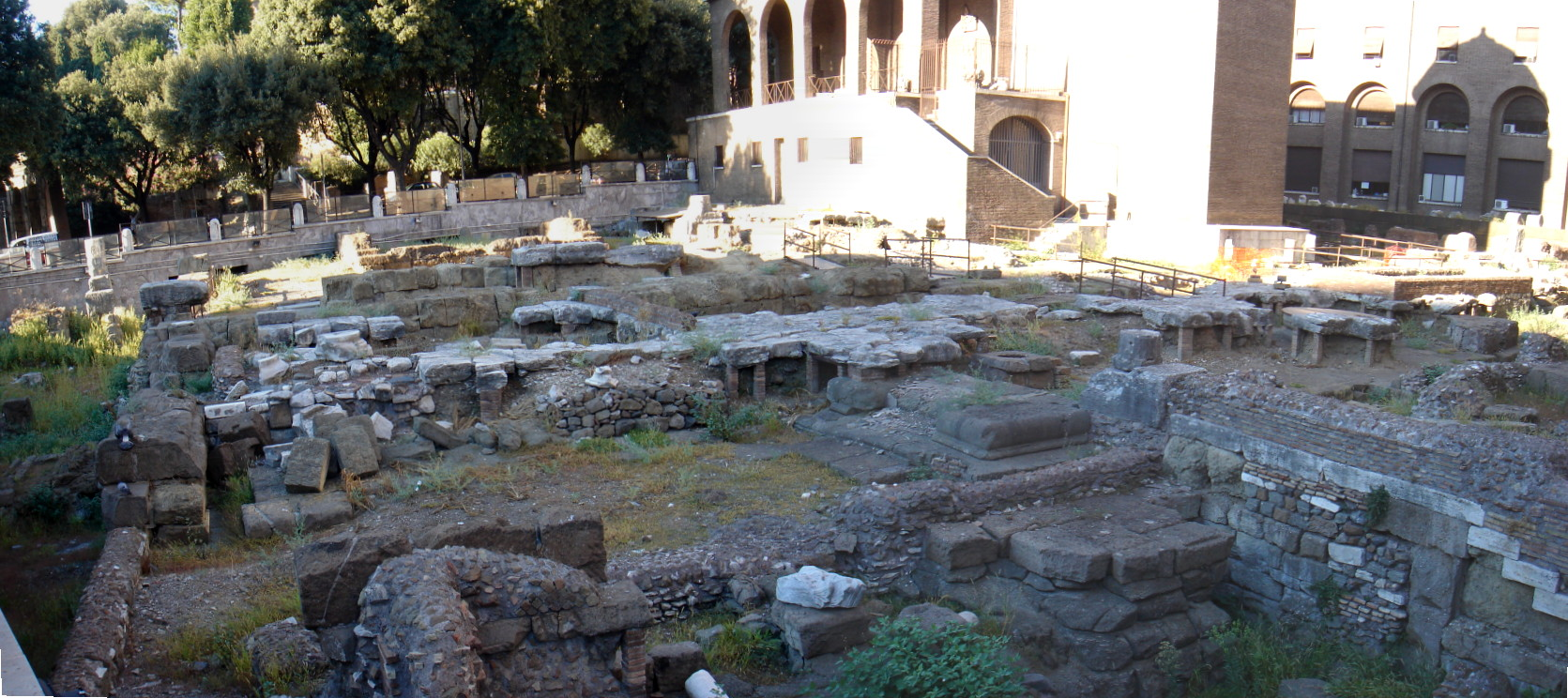
De Area sacra di San Omobono

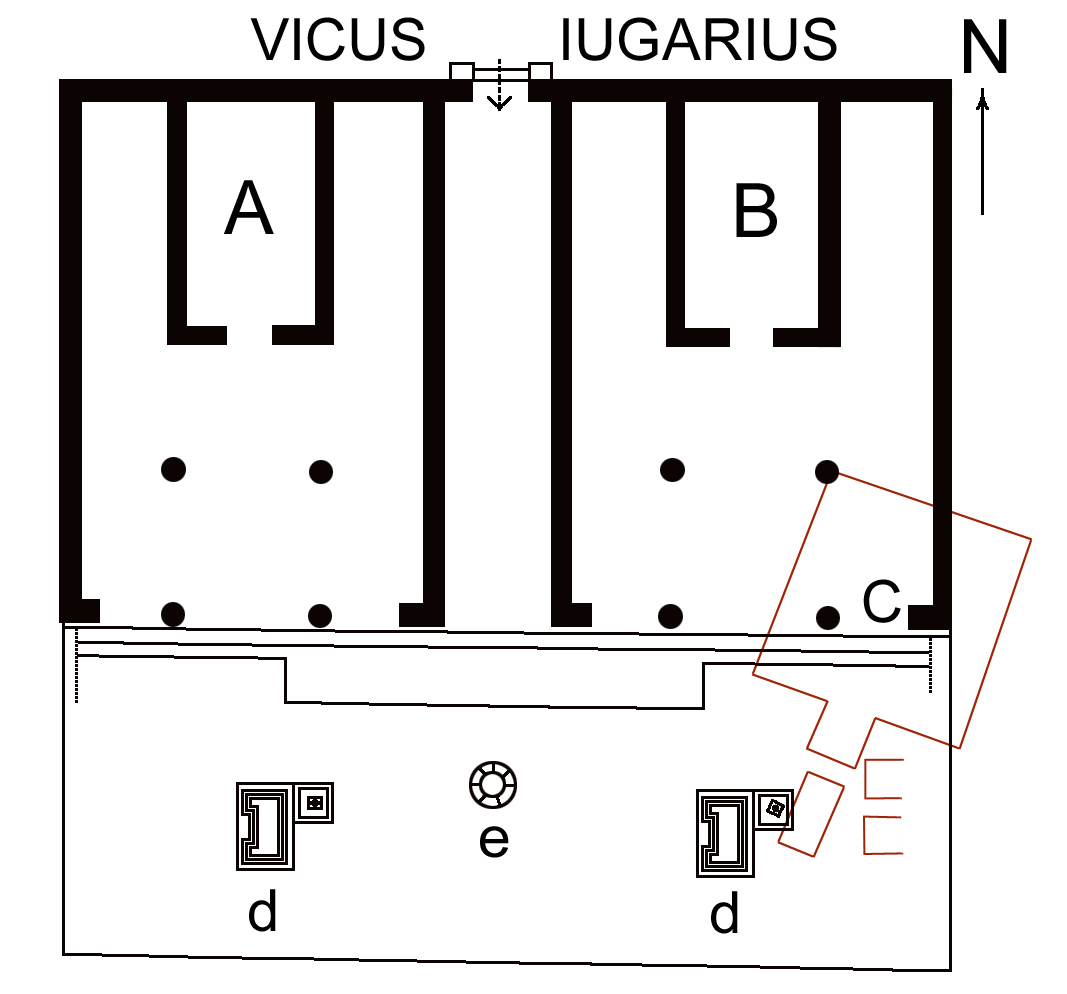
Grondplan van de dubbeltempel van Fortuna (A) en Mater Matuta (B) en de archaïsche tempel (C)

De Area sacra di San Omobono is een belangrijke archeologische opgravingsplaats in Rome.

## Ontdekking
In 1937 werd gestart met de bouw van een regeringsgebouw achter de kerk van Sant'Omobono. Bij graafwerkzaamheden voor het aanleggen van de fundering werden fragmenten van een tempel uit de 6e eeuw v.Chr. aangetroffen. Bij verdere opgravingen werd het podium van een andere tempel uit de republikeinse tijd aangetroffen. Het gebied rondom de kerk werd direct tot archeologische vindplaats uitgeroepen en de bouw van het kantoor werd gestaakt. Bij opgravingen tussen 1959 en 1964 en in 1986 werd een deel van het terrein blootgelegd. Hierbij werden verschillende lagen van bebouwing aangetroffen. De oudste sporen op de site zelf waren afkomstig uit de archaïsche periode van de 8e eeuw v.Chr. Bovendien werden fragmenten van potten uit de brons- en ijzertijd gevonden (de oudste stammen uit de 14e en 13e eeuw v.Chr.), die afkomstig waren van een nederzetting op de naastgelegen Capitolijn, waarvan de grond in de 5e eeuw v.Chr. was gebruikt om het terrein beneden aan de heuvel op te hogen. Deze potten zijn afkomstig uit de Apennijnen en Griekenland.
De tempels stonden aan de Vicus Iugarius, een van de oudste wegen van Rome.

## Archaïsche tempel
De oudste restanten die zijn gevonden zijn afkomstig van een cultusplaats met een altaar uit het einde van de 8e eeuw v.Chr. Onder andere een fragment met een Etruskische tekst stamt uit deze periode en dit is het oudste bewijs van Etruskische aanwezigheid in Rome. De archaïsche tempel werd in de 6e eeuw v.Chr gebouwd. Waarschijnlijk stond er nog een 2e tempel naast. Uit antieke bronnen is bekend dat koning Servius Tullius (regeerde tussen 578 en 534 v.Chr.) in deze buurt twee tempels voor Fortuna en Mater Matuta liet bouwen. Rond 530 werd de tempel geheel herbouwd, mogelijk na een brand.
Aan het einde van de 6e eeuw werden de tempels verwoest. Dit hield mogelijk verband met de verdrijving van de laatste Etruskische koning Tarquinius Superbus in 509 v.Chr. en de daarop volgende vernietiging van zijn eigendommen.
Van de herbouwde tempel zijn fragmenten van terracotta versieringen van het dak en de fries teruggevonden en fragmenten van twee terracotta beelden. Een stelt Hercules voor en de tweede is een vrouwelijk figuur, mogelijk de godin Minerva of Fortuna zelf. Verdere opgravingen zijn moeilijk omdat de tempel onder het niveau van het grondwater ligt. Dit is tot op heden de enige tempel uit de archaïsche periode die in Rome is opgegraven.

## Dubbele tempel van Fortuna en Mater Matuta
Aan het begin van de 4e eeuw v.Chr. werd het terrein met ongeveer 6 meter verhoogd. De grond hiervoor was onder andere afkomstig van de voormalige nederzetting Capitolijn. Het nieuwe platform van 47 vierkante meter groot werd bestraat en er werden twee nieuwe tempels gebouwd, die groter waren dan hun archaïsche voorganger en ook een iets andere oriëntatie hadden. Deze herbouw wordt toegeschreven aan Marcus Furius Camillus, die in 396 de belangrijke Etruskische stad Veii had veroverd.
In de 3e eeuw volgde een renovatie van de tempels en werd het plein opnieuw bestraat. Een inscriptie op tufstenen blokken meldt de wijding van een gebouw door Marcus Fulvius Flaccus. Hij was consul in 264 v.Chr. en veroverde en plunderde Volsinii, waarbij hij circa 2000 bronzen beelden mee terug naar Rome nam. In deze tijd werden op het plein voor de tempels de altaren opgericht waarvan de restanten zijn teruggevonden. Centraal op het plein tussen de beide tempels werd een donarium gebouwd. Dit was een rond bouwwerk waarop diverse bronzen beelden stonden, mogelijk waren deze afkomstig uit Volsinii. De tempels branden in 213 v.Chr. geheel af bij de grote brand die ook het naastgelegen Forum Boarium verwoestte.
In 212 v.Chr. werden de tempels kleiner dan hun voorgangers weer herbouwd, maar om het complex heen verscheen nu een overdekte zuilengang. Tussen de beide tempels werd mogelijk een vierzijdige triomfboog gebouwd, waarvan de fundamenten zijn teruggevonden. Deze triomfboog is een kandidaat voor de befaamde Porta Triumphalis, waardoor een triomferende generaal de stad betrad.
De laatst bekende werkzaamheden stammen uit de 1e eeuw n.Chr., toen tijdens de regering van Domitianus het plein met travertijn werd herbestraat. Onder Hadrianus werd de bestrating gerestaureerd.

## Referentie
- F. Coarelli, Rome and environs - an archeological guide, Berkeley 2007. pp. 310-313 ISBN 9780520079618
- J. Coulston & H.Dodge, Ancient Rome. The archaeology of the Eternal City, Oxford 2005. pp. 250-252 ISBN 0947816550